# 维尔邦斯
维尔邦斯（法語：Vulbens，法語發音：[vylbɛ̃s]）是法国上萨瓦省的一个市镇，属于圣于连昂热讷瓦区。

## 地理
维尔邦斯（46°6'5"N, 5°55'50"E）面积12.53 平方千米，位于法国奥弗涅-罗讷-阿尔卑斯大区上萨瓦省，该省份为法国东部省份，历史上为薩伏依的一部分，北与瑞士接壤，西接安省，南至萨瓦省，东与瑞士和意大利接壤。
与维尔邦斯接壤的市镇（或旧市镇、城区）包括：科隆日、普尼、克拉拉丰-阿尔西讷、丹日昂维阿什、瓦莱里。

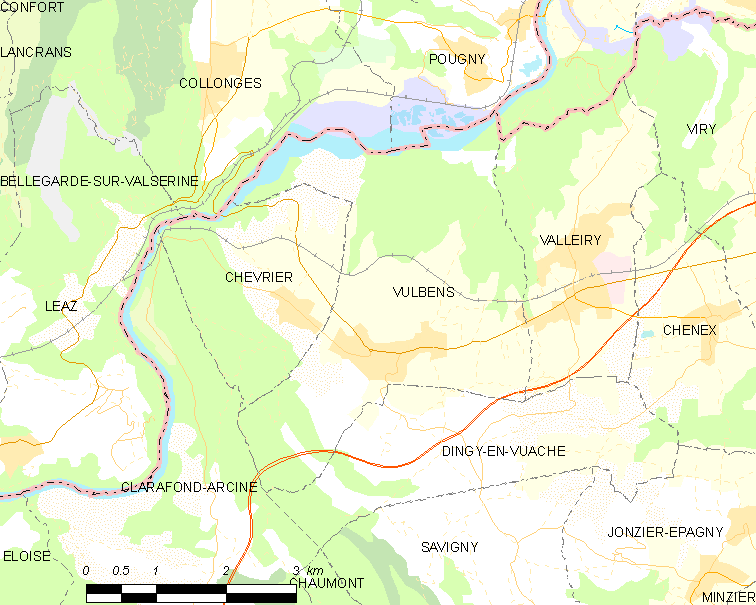
维尔邦斯的OSM定位图

维尔邦斯的时区为UTC+01:00、UTC+02:00（夏令时）。

## 行政
维尔邦斯的邮政编码为74520，INSEE市镇编码为74314。

## 政治
维尔邦斯所属的省级选区为圣于连昂热讷瓦县。

## 人口

1962-2008年间维尔邦斯人口变化图示

维尔邦斯于2022年1月1日时的人口数量为1698人。